# Walter Stoecker
Walter Stoecker, né le 9 avril 1891 à Cologne et mort le 10 mars 1939 à Buchenwald, est un homme politique allemand. Membre du Parti communiste d'Allemagne, il est député du Reichstag de 1920 à 1932.

## Biographie
Fils d'un ingénieur, Walter Stoecker suit les cours d'une école de commerce à Cologne. Il adhère à la Jeunesse ouvrière socialiste en 1908, puis au Parti social-démocrate d'Allemagne (SPD) l'année suivante.
De 1911 à 1913, il travaille pour la presse locale du SPD en tant que journaliste. Parallèlement, il fait des études d'histoire et d'économie. Il sert comme soldat de février 1915 à novembre 1918. En 1917, il rejoint le Parti social-démocrate indépendant d'Allemagne (USPD) et, pendant la Révolution de 1918-1919, il fait partie du comité d’action du Conseil des ouvriers et soldats de Cologne (Kölner Arbeiter und Soldatenrat) . De décembre 1918 à juin 1919, il est journaliste au journal de l'USPD, Volkstribüne, à Elberfeld. Il est élu conseiller municipal de Cologne.
Stoecker est élu au Parlement prussien en 1919. En juin de la même année, il est nommé secrétaire de la direction centrale du l'USPD. Situé à l'aile gauche du parti, il joue un rôle prépondérant pour l'adhésion à l'Internationale communiste. Il devient l'un des six secrétaires de la direction du Parti communiste d'Allemagne (KPD) et en exerce la présidence en 1921 avec Heinrich Brandler. Il fait partie du comité central du parti à partir de 1927.
Député au Reichstag depuis 1920 (USPD, puis KPD), réélu en 1924 et 1928, il est président (1924-1929), puis secrétaire (1929-1931) de la fraction communiste. Il siège au Reichstag jusqu'en juillet 1932.
À partir de 1928, il est président de l’Association des Amis de l’Union soviétique dont il était un des fondateurs et, en cette qualité, participe au congrès international contre la guerre qui se tient à Amsterdam les 27, 28 et 29 août 1932. Durant l'année 1932, il séjourne notamment en Espagne en tant qu'instructeur missionné par l'Internationale communiste.
Walter Stoecker est arrêté le 28 février 1933, quelques heures après l'incendie du Reichstag. Il est déporté dans les camps de concentration de Sonnenburg, puis de Lichtenburg. Il fait partie des détenus politiques amenés fin 1937 sur la colline d'Ettersberg près de Weimar pour y construire le camp de Buchenwald. Il organise, avec Albert Kuntz, Theodor Neubauer et d'autres, l'activité clandestine du KPD à l'intérieur du camp. Il meurt le 10 mars 1939 des suites des mauvais traitements et des privations.

## Mémoire

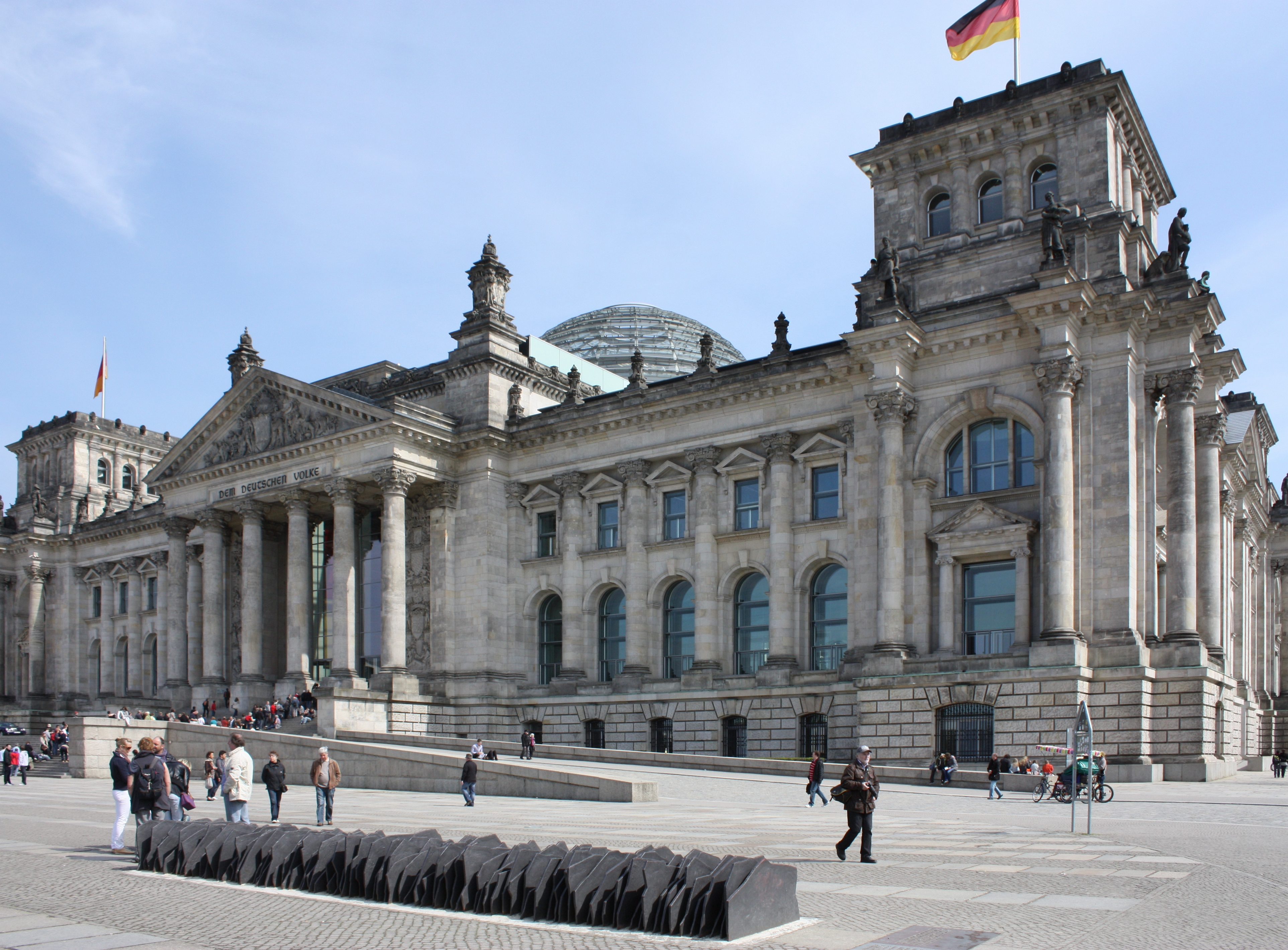
Plaques commémoratives devant le Reichstag

À Berlin, depuis 1992, l'une des 96 plaques commémoratives pour les membres du Reichstag assassinés par les nationaux-socialistes rappelle le souvenir de Walter Stoecker devant le bâtiment du Reichstag. 